# 王后岛
王后岛（Drottningholm）是瑞典斯德哥尔摩省埃克勒市镇的一个村，位于斯德哥尔摩郊区梅拉伦湖上的Lovön岛，2005年有居民410人。

## 沿革
瑞典王室自1981年居住在王后岛宫。村庄于18世纪中叶为在宫殿工作的人们规划兴建，看起来像一个18世纪和19世纪瑞典村庄，有许多风景如画的洋房和别墅。
使用公共交通工具前往王后岛，需要搭乘地铁到布洛马广场（Brommaplan），然后搭乘埃克勒市镇的斯德哥尔摩交通公司巴士。
王后岛的名称曾用于第二次世界大战期间的一艘船王后岛号，用于德国、英国和美国之间互相遣返外交官，平民和战俘。船上返回的英军士兵，不明白瑞典名称的含义，称之为"Trotting Home" （页面存档备份，存于）. “小跑之家”。